# Feels So Good
“Feels So Good”은 미국의 음악가 척 맨지오니가 작곡하고 연주한 기악곡이자 음반이다.
Feels So Good 앨범 버전은 거의 10분이지만 편집된 판(3분 28초)이 1978년 초에 싱글로 발매되었으며 그 해 6월 빌보트 핫 100 차트에 4위로 올랐다.